# Petronio Anniano
Petronio Anniano (latino: Petronius Annianus; fl. 314-317) è stato un politico romano di età imperiale.
Anniano fu console nel 314. La sua prefettura del pretorio è attestata dal 315 al 317, anche se è probabile che fosse stato prefetto anche prima del consolato: Anniano era il prefetto scelto da Costantino I, mentre il suo collega Giulio Giuliano era il prefetto scelto da Licinio.